# Горки (Ірбітський міський округ)
Го́рки (рос. Горки) — село у складі Ірбітського міського округу Свердловської області.
Населення — 860 осіб (2010, 951 у 2002).
Національний склад населення станом на 2002 рік: росіяни — 93 %.